# Zuleikha Robinson
Zuleikha Robinson (Londres, 29 de junho de 1977) é uma atriz britânica, célebre por interpretar Ilana na série de televisão norte-americana Lost.
Cresceu na Tailândia e na Malásia e se formou na American Academy of Dramatic Arts em Los Angeles. Também trabalhou na série New Amsterdam e na minissérie Rome.